# Physcomitrium gonoi
Physcomitrium gonoi là một loài Rêu trong họ Funariaceae. Loài này được Broth. ex Cardot mô tả khoa học đầu tiên năm 1909.